# Søgaard (herregård)
 For alternative betydninger, se Søgård. (Se også artikler, som begynder med Søgård)
Søgaard er en lille hovedgård, som er oprettet af storkansler Frederik von Ahlefeldt i 1673. Søgaard var en avlsgård under Tranekær Gods. Gården ligger i Magleby Sogn, Langelands Sønder Herred, Svendborg Amt,Sydlangeland Kommune. Hovedbygningen er opført i 1858 og parken er på 3 hektar + 3 hektar skov.

## Ejere af Søgaard
- (1673-1686) Frederik von Ahlefeldt
- (1686-1708) Frederik von Ahlefeldt
- (1708-1722) Carl von Ahlefeldt
- (1722-1773) Frederik von Ahlefeldt
- (1773-1791) Christian von Ahlefeldt-Laurvig
- (1791-1832) Frederik von Ahlefeldt-Laurvig
- (1832-1856) Christian von Ahlefeldt-Laurvig
- (1856-1889) Frederik Ludvig Vilhelm von Ahlefeldt-Laurvig
- (1889-1917) Christian Johan Frederik von Ahlefeldt-Laurvig
- (1917-1947) Frederik Ludvig Vilhelm von Ahlfeldt-Laurvig
- (1947-1990) P. O. Madsen
- (1990-2002) Den Danske Stat
- (2002-) D. S. I. Børnelejren På Langeland